# Resnica
Resnica je filozofski pojem, ki po eni od definicij pomeni ujemanje izjave z dejstvi oziroma z realnostjo.
Vendar pa ne obstaja enotna definicija resnice, s katero bi se strinjala večina filozofov.

## Glavne teorije resnice
Najbolj znana najstarejša in mogoče tudi intuitivno najbolj sprejemljiva teorija resnice je korespondenčna teorija, ki jo lahko podamo v odgovoru: resnica je skladnost z dejstvi. Z njenega stališča je nosilec resnice oziroma »kandidat« za resnico resničen, če in samo, če se »sklada z dejstvi«. Nekateri od nasprotnikov se pritožujejo, da je pojem dejstva sam po sebi razložljiv samo s terminom resnice (na primer, kot biti dobesedno soodnosen z resničnim stavkom ali propozicijo), tako da je teorija krožna. Drugi pa se pritožujejo, da je pojem »korespondence« bodisi prazen, bodisi nespameten. Težko pa je tudi reči, kdo od filozofov je resnično podpiral to teorijo v tako abstrahirani obliki.
Skoraj enako znana je koherenčna teorija, ki jo lahko podamo v obliki resnica je ujemanje z ostalimi resničnimi nosilci, do katere so po navadi prišli s preganjanjem težav korespondenčne teorije. Če sprejemamo, da resnica ne more biti sestavljena iz relacije med nosilci resnice in predmeti, ki sami po sebi niso nosilci resnice (kakor na primer »dejstva«), zagovorniki te teorije namesto tega predlagajo, da obstaja resnica v medsebojni relaciji med nosilci resnice, kot je recimo relacija vzajemne podpore med prepričanji posameznika ali skupnosti. Nasprotniki ugovarjajo, da to vodi do nesprejemljivega relativizma resnice, saj so mnogi različni in medsebojno nezdružljivi sistemi lahko notranje popolnoma konsistentni in samopodpirajoči se. Prav tako se pritožujejo, da so zagovorniki teorije krivi za zamenjavo med postavljanjem kriterija za resničnost nečesa (pravila za ocenjevanje resničnosti prepričanja) in ugotavljanjem, iz česa je resnica sestavljena.
Da bi se izognili ugovorom o relativizmu, so nekateri zagovorniki koherenčne teorije predlagali, da je pojem resnice regulativni ideal, ki je lahko uresničen samo v združeni in izpopolnjeni znanosti daleč stran od delnih sistemov prepričanja katerekoli človeške družbe, kar jih dejansko obstaja. V tej preobleki se teorija prekriva z nekaterimi verzijami tako imenovane pragmatične teorije resnice (»kar je koristno, je resnično«), povezanimi z ameriškimi filozofi Peircem, Jamesom in Deweyem. Kasnejša teorija, še posebej po Jamesu, poudarja povezavo med tem, kar je resnično in tem, kar je koristno; pri tem na primer poudarja, da je znamenje uspešne znanstvene teorije to, da nam s pomočjo povezanim napredkom tehnike omogoča, da manipuliramo z naravo na načine, ki doslej niso bili mogoči. Nasprotniki protestirajo, da je ta (domnevna) spojitev resnice s koristnostjo pogubna, saj etika od nas zahteva, da iščemo resnico z vso poštenostjo tudi, če bi se njene posledice izkazale kot škodljive za našo materialno ali drugačno dobrobit, pa tudi marsikdaj se neresnica ali laž izkaže za koristnejšo od resnice.
Vse zgoraj omenjene teorije resnice lahko v primerjavi z deflacijsko teorijo imenujemo substantivne, v smislu, da vse jemljejo resnico kot nekaj realnega in kot pomembno lastnost predmetov – karkoli že so – ki jih imajo teorije za nosilce resnice. Vendar pa so zadnje čase deflacijske teorije postale precej popularne, najzgodnejši primer je redundančna teorija (njena kasnejša varianta je prosententialna teorija resnice). Ta teorija, ki gradi na očitni ekvivalenci med izjavljanjem propozicije p in izjavljanjem, da je p resničen, vztraja, da ta resničnostni predikat »je resničen« obstaja samo zato, da vpliva na ekonomijo izraza ter da lahko to, kar je rečeno z njegovo pomočjo, načeloma povemo brez njega. Podobno videnje je, da ima resničnostni predikat performativno funkcijo, ki govorcem omogoča da izrazijo svoje strinjanje z ostalimi.